# 外国論文率
外国論文率（がいこくろんぶんりつ）は、科学研究の特定の事項の学術論文出版数に関して、世界の中の日本の貢献度を示す指標で、0から100までの％数値である。外国論文率＋日本論文率＝100なので、日本論文率でも示すことができる。

## 概要
バイオ政治学者の白楽ロックビルが考案した数値で、英語化した日本語が国際的になったと判断する際の定量的な指標として導入された。例えば、コンピュータゲームに登場するキャラクターの「ポケモン(pokemon)」は以下のように、生命科学の専門用語としても使用されている。
「ポケモン(pokemon)」が、生命科学の専門用語として使用されている度合は論文数を調べるとわかる。しかし、その専門用語が、日本だけなのか国際的に使用されているかの指標がない。それで、外国論文率が導入された。
外国論文率は、次のように求められる。20報以上論文があるときのみ算出値に意味があるとされている。

## 実例
Pokemon（ポケモン）の外国論文率は100％だった。つまり、全部、外国で研究されていた。コンピュータゲームに登場するキャラクターの「ソニック・ヘッジホッグ（sonic hedgehog）」も生命科学の専門用語に転用されているが、「ソニック・ヘッジホッグ（sonic hedgehog）」の外国論文率は89％だった。
早川勇の著書『英語になった日本語』(春風社、2006年)にとりあげられている生命科学専門用語で20論文以上あるのは9単語しかないが、外国論文率は53～100％である。
例外として、過労死(karoushi)を最初に記す。
- 過労死(karoushi):英語になった日本語の例として良く取り上げられるが、医学・生命科学の論文は2報しかなく、外国論文率をあえて示せば、50％。
- 石原式色覚検査(Ishihara test)：100％
- イタイイタイ病(itai-itai disease)：63％
- 川崎病(Kawasaki disease)：77％
- 水俣病(minamata disease)：53％
- 岡崎フラグメント(Okazaki fragments)：96％
- 仙台ウイルス(Sendai virus)：85％
- 志賀菌(Shiga bacillus)：100％
- 高安病(Takayasu disease)：88％
- ツツガムシ病(tsutsugamushi disease)：83％

## 注意点
- 「日本論文率＝100－外国論文率」なので、日本論文率（外国論文率と裏腹）として使うこともできる。以下、日本論文率を使う。
- 英語化した日本語と限定せず、すべての科学専門用語、科学関連用語に適用できる。例えば、「分子生物学」など研究分野に対しても「全世界の論文数に占める日本の論文数」の割合がでるので、世界における日本の貢献度の指標になる。
- データベース・パブメドを使用した日本論文率は、著者の国籍が日本、人種が日本人というくくりの論文率ではない。つまり、日本「人」論文率ではない。研究機関の住所が日本にある論文の率である。この場合、複数の著者のうち、1人の研究機関の住所が日本なら、日本とカウントされる。
- データベース・パブメドを使用した日本論文率は、日本語の論文も入るが、全部入っているわけではない。もちろん、日本「語」論文率ではない。
- データベース・パブメドを使用した日本論文率は、学術論文といっても、原著論文と研究雑誌に掲載の総説が対象で、シンポジウム発表、書籍は含まれない。シンポジウム発表や学会発表は講演要旨が研究雑誌に掲載されれば入る場合もある。
- 生命科学分野の専門用語でも、必ずしも、データベースとしてパブメドを使う必要はない。
- 適切なデータベースを使えば、科学技術のすべての分野に適用できる。